# M8 Greyhound
El M8 Greyhound es un automóvil blindado con tracción 6x6 construido por la empresa estadounidense Ford Motor Company durante la Segunda Guerra Mundial, que fue utilizado en combate por el Ejército estadounidense, el Ejército británico y por los ejércitos de otros países de los Aliados durante el conflicto, especialmente en el Frente Occidental en Europa. Fue apodado Greyhound (en inglés lebrel o galgo), y estaba pensado inicialmente como vehículo de reconocimiento blindado.
Tras la guerra, el vehículo siguió en uso en los ejércitos de diversos países, llegando a ser vistas en combate alguna de sus unidades hasta el año 2006, en ejércitos del Tercer Mundo. Al mismo tiempo, se siguieron desarrollando diversas variantes del vehículo, siendo la más moderna de las mismas la desarrollada a finales de los años 1970 en Brasil por los ingenieros del Ejército brasileño, versión exportada a su vez a diversos países, incluidos los propios Estados Unidos.

## Desarrollo
En julio de 1941, el Ordnance Department del Ejército estadounidense presentó una oferta pública para la presentación de un proyecto de un vehículo blindado sobre ruedas que reemplazase al M6 Fargo, que era un camión sin blindaje, armado con un cañón de 37 mm.
Al concurso se presentaron tres prototipos: el de Studebaker (T21), el de Ford (T22) y el de Chrysler (T23), todos ellos similares en términos de prestaciones y de diseño. En abril de 1942, se optó finalmente por elegir una versión mejorada del T22 presentado por la Ford Motor Company. Posteriormente, se hizo totalmente evidente que el cañón con que estaba dotado el M8 era demasiado débil como para poder hacer frente a los tanques de la Wehrmacht, con lo que el vehículo fue rebautizado como M8 Light Armored Car, siendo destinado a misiones de reconocimiento. 
Diversos problemas de rodaje del proyecto retrasaron la producción del vehículo hasta marzo de 1943, mientras que los últimos vehículos producidos salieron de las cadenas de montaje en junio de 1945; a lo largo de la guerra se construyeron en total 8.634 unidades, sin contar los M20 Armored Utility Car (véase más abajo).

## Características técnicas

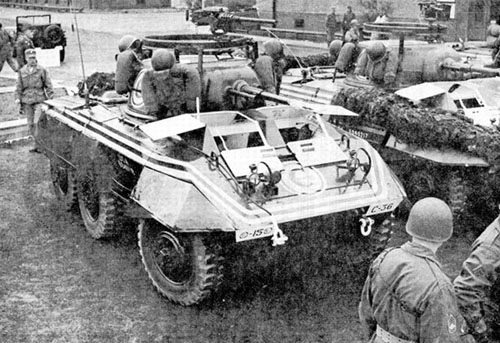
Un M8 con marcas correspondientes a la Policía Militar.

El M8 estaba armado con un cañón M6 de 37 mm (equipado con una mira telescópica M70D), una ametralladora coaxial Browning M1919 de 7,62 mm y un ametralladora pesada Browning M2 de 12,7 mm en la torreta. El conductor y el operador de radio se sentaban en la parte delantera de la carrocería, mientras que los otros dos miembros de la tripulación se ubicaban en la torreta. También podía llevar 16 granadas de mano, 4 granadas fumígenas (modelo M1 o M2), 6 minas (antitanque o antipersona) y carabinas M1 para la tripulación.
El blindaje del vehículo iba desde los 3 mm (bajo la carcasa) hasta los 19 mm (en la torreta y en la parte frontal de la carcasa). Su motor Hercules le permitía alcanzar una velocidad de 90 km/h en carretera y de 48 km/h campo a través, lo que suponía unas velocidades elevadas para la época en este tipo de vehículos. Su depósito de una capacidad de 224 L y su moderado consumo de 35 L/100 km le permitían disponer de una muy alta autonomía, de 640 km.

## Experiencia en combate

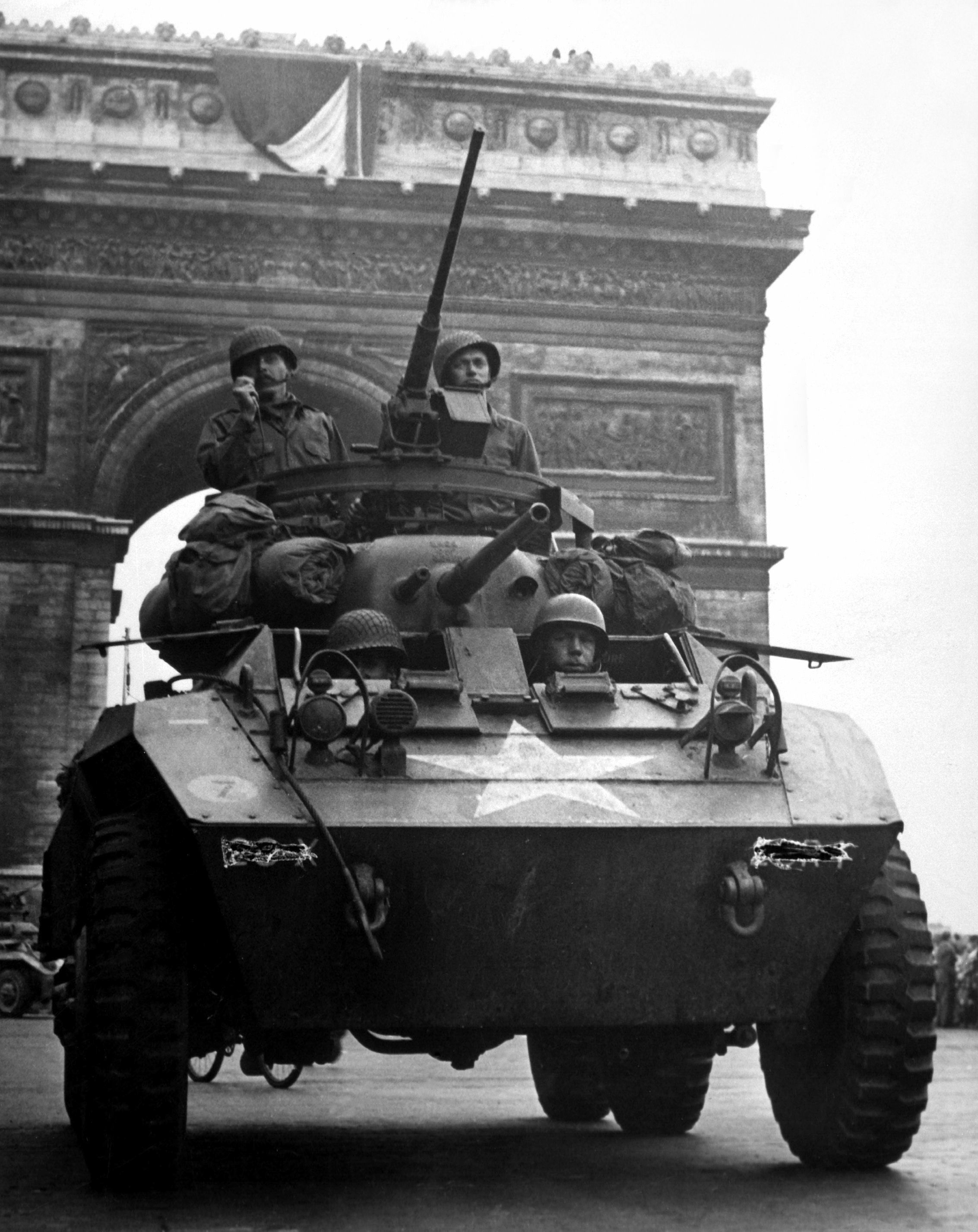
Un M8 Greyhound en París, bajo el Arco de Triunfo, en agosto de 1944, durante la Liberación de París.

El bautismo de fuego del M8 se produjo en 1943, durante la campaña de Italia. 
En los frentes de batalla europeos del Frente Occidental y en el Teatro de Operaciones en Europa fue utilizado como vehículo de reconocimiento, mientras que en Extremo Oriente, en el Teatro de Operaciones del Pacífico, fue utilizado como cazacarros contra el Ejército Imperial Japonés, dotado de tanques menos modernos que los alemanes. A tavés de la Ley de Préstamo y Arriendo, 1000 unidades fueron entregadas a los ejércitos del Reino Unido, de la Francia Libre y de Brasil.
Los tripulantes de estos vehículos los consideraban rápidos, fiables (tras haberse resuelto algunos problemas mecánicos en sus primeros momentos de vida), así como lo suficientemente blindado y armado como para asumir las misiones de reconocimiento encomendadas. Sin embargo, le criticaban sus escasas capacidades como vehículo todo-terreno, como se demostró en las zonas montañosas de los Alpes, o en las lodosas y nevadas de las Ardenas a finales de 1944, quedando así relegado a misiones por carreteras asfaltadas, haciéndole perder buen número de posibles misiones de combate. Era igualmente vulnerable ante las minas, tanto que los soldados británicos emplazaban a menudo sacos terreros rellenos de arena bajo el chasis de los vehículos, para reforzar su resistencia. Generalmente, los M8 participaron igualmente en gran número de misiones en apoyo de la infantería, aunque para estas misiones la debilidad de su blindaje le suponía problemas.
El Ejército de los Estados Unidos empezó a buscarle un sustituto desde finales de 1943. Dos prototipos, el Studebaker T27 y el Chevrolet T28 estaban ya listos en el verano de 1944. Ambos fueron considerados como superiores al M8, aunque la producción de los mismos finalmente no se puso en marcha al no ser ya considerados necesarios para el ejército.
En la posguerra, se utilizó a los M8 en labores de seguridad relativas a las fuerzas de ocupación en Alemania, participando igualmente en la guerra de Corea. Fueron retirados del servicio activo en el Ejército de los Estados Unidos poco después. Fueron entonces entregados a la Policía estadounidense, manteniéndose en servicio en la misma hasta los años 1990. El Ejército francés los utilizó durante la guerra de Indochina. Tras estas fechas, fueron entregados a países miembros de la OTAN. En 2002, varios M8 fueron vistos en África y Latinoamérica.

## Usuarios
- Alemania
- Arabia Saudita
- Argelia
- Austria
- Bélgica
- Benín
- Brasil
- Burkina Faso
- Camerún
- Corea del Sur
- Colombia  version m8 TOW
- Chipre
- El Salvador
- España (sobre todo en el Sáhara, por la Legión)
- Vietnam del Sur
- Estados Unidos
- Etiopía
- Francia
- Grecia
- Guatemala 8 unidades en servicio
- Haití
- Irán
- Italia
- Jamaica
- Madagascar
- Marruecos
- México
- Níger
- Noruega
- Paraguay (6 unidades. Adaptados para uso antiaéreo, con cañones Oerlikon 20 mm.)
- Perú (60 unidades, 30 unidades actualizadas a M-20)
- Portugal
- Senegal
- Tailandia
- Taiwán
- Togo
- Túnez
- Turquía
- Venezuela
- Yugoslavia
- Zaire

## Variantes

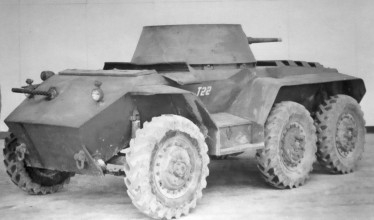
T22 Light Armored Car.

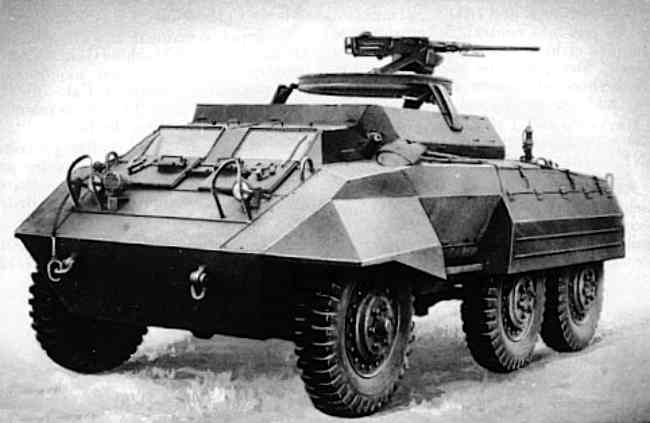
M-20 Utility Car.

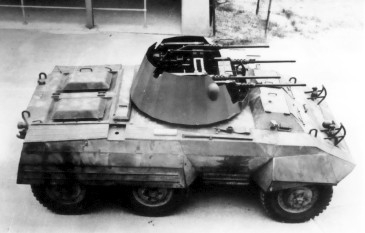
T69 Multiple Gun Motor Carriage.

### T22 Light Armored Car
El T22 Light Armored Car no es en realidad sino el prototipo oficial que permitió a la Ford Motor Company ganar el concurso, desbancando a sus competidores.

### T22E1 Light Armored Car
El T22E1 Light Armored Car fue una versión prototipo dotada de cuatro ruedas motrices, en lugar de seis, versión que fue desestimada.

### T22E2 Light Armored Car
El T22E2 Light Armored Car fue la variante que quedó institucionalizada bajo la denominación de M8 Light Armored Car, y se trata de la variante analizada con carácter general en este artículo.

### M8E1 Light Armored Car
El M8E1 Light Armored Car fue una variante del T22E2, con modificaciones en la suspensión, del que únicamente se fabricaron dos ejemplares, en 1943.

### M20 Utility Car
También conocido como M20 Scout Car, es un Greyhound al que se le ha retirado la torreta, sustituida por una superestructura baja y sin cubrir, e instalado una ametralladora pesada antiaérea M2 de 12,7 mm. Adicionalmente, la tripulación llevaba un bazooka para compensar en parte la pérdida del cañón del vehículo.
Inicialmente fue usado como vehículo de mando y control (equipado para ello con equipos de radio más modernos) y reconocimiento. También se usaron como TBP o transportes de carga blindados. 
Inicialmente se denominó M-10 Armored Utility Car, pero fue cambiado a M-20 para evitar confusión con el M10 Wolverine. Se construyeron 3.680 unidades entre 1943 y 1944, en las fábricas de la Ford Motor Company.

### T69 Multiple Gun Motor Carriage
En 1943 se probó una versión antiaérea del M8, a la que se le instaló una batería cuádruple de ametralladoras antiaéreas Browning M2 de 12,7 mm, pero la efectividad de tiro resultó ser inferior que la del M16 Multiple Gun Motor Cariage y el proyecto fue cancelado.

### M8 TOW Tank Destroyer
El M8 TOW fue una versión modificada de antiguos M8 Greyhound fabricada en 1982 por la empresa Napco Industries para el gobierno de Colombia, en la cual se le instaló un sistema de misiles BGM-71 TOW sustituyendo al cañón principal de 37 mm y una ametralladora Browning M2HB sustituyendo al arma principal, y la secundaria con una ametralladora M60. El motor empleado fue el Detroit Diesel H1 con caja Allison dual.

### M8/M20 con torreta H-90
Se trata de una versión francesa que sustituye la torreta original por la del Panhard AML 90.

### CRR Brazilero
Versión prototipo desarrollada en 1968 en Brasil por los ingenieros del Ejército brasileño, dotada de motor Mercedes-Benz de 120 cv; sólo se construyó un prototipo, ya que fue desestimado en favor del EE-09 cascavel, que era a su vez una evolución del propio M8 Greyhound.

### EE-09 Cascavel
El vehículo fue fabricado entre finales de los años 1970 y 1985, utilizaba motor Detroit Diesel modelo 6V-53N; estando dotándolo como armamento principal con un cañón de 90 mm y, como secundario, una ametralladora de 12,7 mm. El blindaje pasó a ser de acero de dos capas.
Se fabricaron 1800 unidades, en servicio en los ejércitos de Brasil, Chile, Chipre, Colombia, Ecuador, Paraguay y Uruguay (convertidos a APC's), Libia, Irán e Irak (Ya retirados).